# Pseudecheneis gracilis
Pseudecheneis gracilis är en fiskart som beskrevs av Zhou, Li och Yang 2008. Pseudecheneis gracilis ingår i släktet Pseudecheneis och familjen Sisoridae. Inga underarter finns listade i Catalogue of Life.